# Vononesta
Vononesta is een geslacht van hooiwagens uit de familie Cosmetidae.
De wetenschappelijke naam Vononesta is voor het eerst geldig gepubliceerd door Roewer in 1947. 

## Soorten
Vononesta omvat de volgende 2 soorten:
- Vononesta biangulata
- Vononesta sexpunctata